# PEC in het seizoen 1932/33
Het seizoen 1932/33 was het 23e jaar in het bestaan van de Zwolse voetbalclub PEC. De club kwam uit in de Eerste Klasse Oost.

## Wedstrijdstatistieken

### Eerste Klasse Oost
| Go Ahead                                                             | |               |                                                                                                |
|                                                                      | PEC | 1 – 3 (1 – 1) | Go Ahead                                                                                       |
| 8 januari 1933 Plaats: Zwolle Sportpark De Vrolijkheid               | Wim Velthuizen 2'                                                                                                   | IJsselderby   | 7' Jan de Kreek 53' Matena 87' Richard Buiting                                                 |
|                                                                      | Go Ahead | 1 – 2 (1 – 0) | PEC                                                                                            |
| 2 oktober 1932 Plaats: Deventer De Adelaarshorst                     | Jan de Kreek (pen) 36'                                                                                              | IJsselderby   | 70' de Bruyn 83' Philip de Bruyn                                                               |
| Sportclub Enschede                                                   | |               |                                                                                                |
|                                                                      | PEC | 1 – 1 (0 – 1) | Sportclub Enschede                                                                             |
| 9 oktober 1932 Plaats: Zwolle Sportpark De Vrolijkheid               | Jan Manni 75' |               | 44' Huckriede                                                                                  |
|                                                                      | Sportclub Enschede                                                                                                  | 1 – 3 (0 – 1) | PEC                                                                                            |
| 12 februari 1933 Plaats: Enschede G.J. van Heekpark                  | Plas 68' |               | 69' Wim de Bruyn Jan Manni Basse Doorneweerdt                                                  |
| AVC Vitesse                                                          | |               |                                                                                                |
|                                                                      | PEC | 6 – 0 (2 – 0) | AVC Vitesse                                                                                    |
| 13 november 1932 Plaats: Zwolle Sportpark De Vrolijkheid             | Philip de Bruyn 26' Lulof Heetjans 37' Philip de Bruyn 52' Lulof Heetjans 61' Philip de Bruyn 78' Huub Pallandt 86' |               |                                                                                                |
|                                                                      | AVC Vitesse | 1 – 2 (1 – 0) | PEC                                                                                            |
| 2 april 1933 Plaats: Arnhem Monnikenhuize                            | Jan Dommering 27'                                                                                                   |               | 50' Basse Doorneweert 54' Lulof Heetjans                                                       |
| AVC Heracles                                                         | |               |                                                                                                |
|                                                                      | PEC | 3 – 3 (0 – 1) | AVC Heracles                                                                                   |
| 18 december 1932 Plaats: Zwolle Sportpark De Vrolijkheid             | Huub Pallandt 47' Wim Velthuizen 50' Wim Velthuizen 51'                                                             |               | 35' Wim Tusveld 46' Peter Volkering 80' Henk Koldewijn                                         |
|                                                                      | AVC Heracles | 1 – 2 (0 – 0) | PEC                                                                                            |
| 25 september 1932 Plaats: Almelo Gemeentelijk Sportpark Bornsestraat | Jopie Schipper |               | Philip de Bruyn Lulof Heetjans                                                                 |
| Enschedese Boys                                                      | |               |                                                                                                |
|                                                                      | PEC | 1 – 1 (1 – 1) | Enschedese Boys                                                                                |
| 9 april 1933 Plaats: Zwolle Sportpark De Vrolijkheid                 | Basse Doorneweert 15'                                                                                               |               | 7' Goedhart                                                                                    |
|                                                                      | Enschedese Boys | 3 – 1 (3 – 1) | PEC                                                                                            |
| 20 november 1932 Plaats: Enschede Volkspark                          | Harmsen (pen) 2' Goedhart 28' Hobbelink 35'                                                                         |               | Huub Pallandt                                                                                  |
| AGOVV                                                                | |               |                                                                                                |
|                                                                      | PEC | 1 – 6 (0 – 4) | AGOVV                                                                                          |
| 30 oktober 1932 Plaats: Zwolle Sportpark De Vrolijkheid              | Basse Doorneweert 50'                                                                                               |               | 15' Gerritsen 18' Jo Kluin Jaap van der Kamp 44' Jaap van der Kamp 75' Gerritsen 89' Gerritsen |
|                                                                      | AGOVV | 0 – 1 (0 – 1) | PEC                                                                                            |
| 19 maart 1933 Plaats: Apeldoorn Sportpark Berg & Bos                 | |               | 15' (e.d.) Jan ten Katen                                                                       |
| HVV Tubantia                                                         | |               |                                                                                                |
|                                                                      | PEC | 4 – 0 (2 – 0) | HVV Tubantia                                                                                   |
| 26 maart 1933 Plaats: Zwolle Sportpark De Vrolijkheid                | Huub Pallandt 5' Huub Pallandt 7' Lulof Heetjans 75' Huub Pallandt                                                  |               |                                                                                                |
|                                                                      | HVV Tubantia | 1 – 4 (1 – 2) | PEC                                                                                            |
| 6 november 1932 Plaats: Hengelo Sportpark De Bijenkorf               | Eerde 5' |               | 10' Huub Pallandt 40' Huub Pallandt 60' Lulof Heetjans Jan Manni                               |
| WVV Wageningen                                                       | |               |                                                                                                |
|                                                                      | PEC | 2 – 0 (1 – 0) | WVV Wageningen                                                                                 |
| 26 februari 1933 Plaats: Zwolle Sportpark De Vrolijkheid             | Basse Doornewert 2' Jan Manni                                                                                       |               |                                                                                                |
|                                                                      | WVV Wageningen | 1 – 3 (1 – 1) | PEC                                                                                            |
| 23 oktober 1932 Plaats: Wageningen Stadion de Wageningse Berg        | Evert van der Heijden (pen) 15'                                                                                     |               | 17' Philip de Bruyn 67' (pen) Eef Admiraal 79' Basse Doorneweert                               |
| Robur et Velocitas                                                   | |               |                                                                                                |
|                                                                      | PEC | 5 – 3 (2 – 1) | Robur et Velocitas                                                                             |
| 18 september 1932 Plaats: Zwolle Sportpark De Vrolijkheid            | Philip de Bruyn 17' Huub Pallandt Philip de Bruyn Lulof Heetjans Basse Doorneweert                                  |               | Gerard Krooshof 65' A Langelaar Carel Kres                                                     |
|                                                                      | Robur et Velocitas                                                                                                  | 0 – 0         | PEC                                                                                            |
| 5 februari 1933 Plaats: Apeldoorn Sportpark Kerschoten               | |               |                                                                                                |

## Statistieken PEC 1932/1933

### Eindstand PEC in de Nederlandse Eerste Klasse Oost 1932 / 1933
| Stand | Gespeeld | Gewonnen | Gelijk | Verloren | Punten | Doelpunten voor | Doelpunten tegen |
| ----- | -------- | -------- | ------ | -------- | ------ | --------------- | ---------------- |
| 2e    | 18       | 11       | 4      | 3        | 26     | 42              | 26               |

### Punten per tegenstander
|       | Go Ahead | Sportclub Enschede | AVC Vitesse | AVC Heracles | Enschedese Boys | AGOVV | HVV Tubantia | WVV Wageningen | Robur et Velocitas |
| ----- | -------- | ------------------ | ----------- | ------------ | --------------- | ----- | ------------ | -------------- | ------------------ |
| Thuis | 0        | 1                  | 2           | 1            | 1               | 0     | 2            | 2              | 2                  |
| Uit   | 2        | 2                  | 2           | 2            | 0               | 2     | 2            | 2              | 1                  |

### Doelpunten per tegenstander
|       | Go Ahead | Sportclub Enschede | AVC Vitesse | AVC Heracles | Enschedese Boys | AGOVV | HVV Tubantia | WVV Wageningen | Robur et Velocitas | Totaal |
| ----- | -------- | ------------------ | ----------- | ------------ | --------------- | ----- | ------------ | -------------- | ------------------ | ------ |
| Thuis | 1        | 1                  | 6           | 3            | 1               | 1     | 4            | 2              | 5                  | 24     |
| Uit   | 2        | 3                  | 2           | 2            | 1               | 1     | 4            | 3              | 0                  | 18     |
|       |          |                    |             |              |                 |       |              |                |                    | 42     |